# Valutazione (pallacanestro)
La valutazione nella pallacanestro è un tipo di statistica che consiste nel sommare le voci positive del tabellino e di sottrarre le voci negative.
Vengono conteggiati:
- punti (P)
- assist (AS)
- palle recuperate (PR)
- rimbalzi offensivi e difensivi (RO e RD)
- stoppate date (SD)
- falli subiti (FS)
- palle perse (PP)
- stoppate subite (SS)
- tiri sbagliati (TL-,T2- e T3-)
- falli fatti (FF)

La cosiddetta Valutazione di Lega segue la seguente formula, dove con TL+ si indicano i Tiri Liberi andati a segno e con TL- i Tiri Liberi sbagliati (idem per T2+/T2- e T3+/T3-).
Valutazione di Lega = (TL+) - (TL-) + [(T2+) * 2 - (T2-)] + [(T3+) * 3) - (T3-)] + PR - PP + RO + RD + AS - FF + FS + SD - SS.
Come è possibile notare i tiri da due a segno valgono doppio, conseguentemente i tiri da 3 a segno valgono triplo.
Vi è dunque la possibilità di semplificare la formula in questo modo.
Valutazione di Lega = P - (TL-) - (T2-) - (T3-) + PR - PP + RO + RD + AS - FF + FS + SD - SS.
Per questo motivo, un giocatore che durante un tiro dovesse subire una stoppata otterrebbe un -2 per quell'episodio, ossia il -1 del tiro sbagliato (T2- o T3-) e il -1 della stoppata subita (SS).
Il record italiano di valutazione in serie A appartiene a Carlton Myers, che lo ha stabilito il 26 gennaio 1995 in A2 con 94. Nella massima serie invece il primato resta a Roosevelt Bouie, con 69, stabilito il 26 ottobre 1988.
Per quanto riguarda le squadre, il record in A1 è della Air Avellino, con 274 il 7 febbraio 2010 nella partita contro la Martos Napoli. In A2 invece appartiene alla Dinamo Basket Sassari, che ha stabilito un 216 il 12 febbraio 1995.